# HMS Calcutta (D82)
La HMS Calcutta (Pennant number D82), quinta nave da guerra britannica a portare questo nome, è stata un incrociatore leggero classe C, tipo Carlisle, della Royal Navy. Venne impostata nei cantieri Vickers Limited il 18 ottobre 1917, varata il 9 luglio 1918 ed entrò in servizio il 28 agosto 1919 a prima guerra mondiale già conclusa.

## Servizio
All'ingresso in servizio divenne la nave ammiraglia dell'8º Squadrone incrociatori leggeri con base nelle Indie occidentali britanniche, dove giunse il 9 ottobre. Pochi giorni dopo, il 21 ottobre, rimase danneggiata durante un uragano che spinse la nave contro il molo a cui era ormeggiata. Il 6 marzo 1920, mentre si trovava a Port of Spain, aiutò l'equipaggio dell'americana Balabac a domare un violento incendio scoppiato a bordo, ricevendo la Presidential life saving medal dal Presidente degli Stati Uniti Woodrow Wilson. La Calcutta rimase nelle indie occidentali fino al 1926 anno in cui, dopo aver subito nuovamente danni a causa di un uragano, tornò in patria e venne trasferita presso la riserva del Nore.
La nave venne riparata solamente nella primavera 1928 per essere assegnata al 6º Squadrone incrociatori di stanza in Sudafrica come ammiraglia. Giunse a Simon's Town in ottobre e vi rimase fino al febbraio 1931 quando venne richiamata in patria per un raddobbo. Venne trasferita in riserva a Chatham il 24 aprile seguente.
Nel novembre 1933 tornò in servizio per essere utilizzata come nave d'addestramento, compito che mantenne fino al 1937 quando venne decisa la sua trasformazione in incrociatore antiaereo. I lavori iniziarono nell'agosto 1938 ma a causa della paura di un nuovo conflitto europeo vennero effettuati in maniera più rapida che per le navi sorelle Coventry e Curlew. Tornò in servizio nell'agosto 1939 venendo assegnata alla Home Fleet.
Allo scoppio della seconda guerra mondiale venne trasferita a Scapa Flow per aumentare le difese antiaeree della base. In seguito ebbe compiti di scorta ai convogli nel Mare del Nord e appoggiò le operazioni di terra durante la campagna di Norvegia fino al ritiro delle truppe inglesi terminato il 1º maggio 1940. Il 14 maggio venne deciso il suo trasferimento presso la Mediterranean Fleet, posticipato in seguito alla necessità di impiegare tutte le navi disponibili nell'Operazione Dinamo, l'evacuazione delle truppe britanniche da Dunkerque. In seguito rimase nel canale della Manica con compiti anti invasione e di evacuazione da diversi porti francesi. Il 25 giugno entrò in collisione in velocità con il cacciatorpediniere canadese HMCS Fraser al largo di Bayonne. Nello scontro la Calcutta asportò la prua del cacciatorpediniere che, ritenuto troppo danneggiato, venne fatto affondare con delle cariche esplosive. Sessantasei marinai persero la vita nell'incidente e la nave tornò a Devonport con parte delle soprastrutture del Fraser incastrate a bordo. Nel mese di luglio si trovò in cantiere per riparazioni e il 23 agosto venne finalmente trasferita nel Mediterraneo giungendo il 30 ad Alessandria d'Egitto.
Nei mesi seguenti scortò diversi convogli diretti in Grecia, a Malta e a Creta subendo ripetuti attacchi aerei. Nella primavera 1941 partecipò all'evacuazione delle truppe britanniche dalla Grecia continentale avendo come base la baia di Suda. Il 20 maggio venne schierata a nord di Creta con gli incrociatori Naiad e HMAS Perth insieme a quattro cacciatorpediniere per bloccare eventuali convogli di invasione. Il 27 maggio mentre si trovava in rotta per Alessandria durante l'evacuazione di truppe da Sfakia venne colpita due volte durante un attacco aereo. Il 1º giugno, durante un altro trasferimento ad Alessandria, venne attaccata da bombardieri tedeschi Junkers Ju 88 e colpita da due bombe. La Calcutta affondò quindi in pochi minuti a circa 100 miglia dal porto di arrivo. La Coventry trasse in salvo 255 uomini dell'equipaggio.